# Country Mile / Picture of You (X+W)
Country Mile / Picture of You (X+W) è un singolo del gruppo musicale irlandese U2, pubblicato il 26 settembre 2024 come primo estratto dal album in studio How to Re-Assemble an Atomic Bomb.

## Tracce
Testi di Bono e The Edge, musiche di U2.
1. Country Mile – 4:59
2. Picture of You (X+W) – 4:18

## Formazione
- Bono - voce, chitarra (Country Mile)
- The Edge - chitarra, cori, voce (Country Mile)
- Adam Clayton - basso
- Larry Mullen - batteria, percussioni